# Des Teufels rußiger Bruder
Des Teufels rußiger Bruder ist ein Märchen (ATU 475). Es steht in den Kinder- und Hausmärchen der Brüder Grimm an Stelle 100 (KHM 100).

## Inhalt

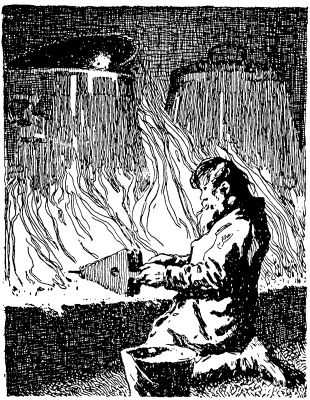
Illustration von Otto Ubbelohde, 1909

Der abgedankte Soldat Hans streift mittellos und hungrig durch den Wald, bis er dem Teufel begegnet. Dieser bietet ihm eine siebenjährige Anstellung als Hausknecht in der Hölle an unter der Bedingung, dass er sich während der gesamten Zeit weder waschen noch frisieren darf. Der Soldat willigt ein und muss das Höllenfeuer schüren, Ordnung halten und Kehrdreck hinter die Tür tragen. Dabei verbietet der Teufel ihm streng, in die Höllenkessel zu schauen, was Hans von Neugier getrieben dann aber dennoch tut. In den Kesseln findet er seinen ehemaligen Unteroffizier, seinen Fähnrich und einen General und heizt daraufhin das Feuer noch mehr an. Deshalb lässt ihn der Teufel auch nach Ablauf der sieben Jahre trotzdem gehen und gibt ihm als Lohn den Rucksack voll Kehrdreck, der zu Gold wird. Den stiehlt ihm ein Wirt, bei dem er sich als „des Teufels rußiger Bruder, und mein König auch“ vorstellt. Der Soldat kehrt daraufhin in die Hölle zurück und beklagt sich beim Teufel. Der wäscht und frisiert ihn nun, gibt ihm neues Gold und schickt ihn wieder zum Wirt mit der Drohung, dass dieser an der Stelle des Soldaten in der Hölle arbeiten müsse, wenn er das gestohlene Gold nicht wieder hergebe. Hans ist nun reich und geht heim zu seinem Vater. In schlichter Kleidung zieht er als Spielmann durchs Land, weil er in der Hölle musizieren gelernt hat. Erfreut über seine Musik will schließlich der König des Landes ihm seine älteste Tochter geben, und als diese sich lieber ertränken will, gibt er ihm die Jüngste zur Frau. Hans erbt das Reich.

## Herkunft und Motivvergleiche

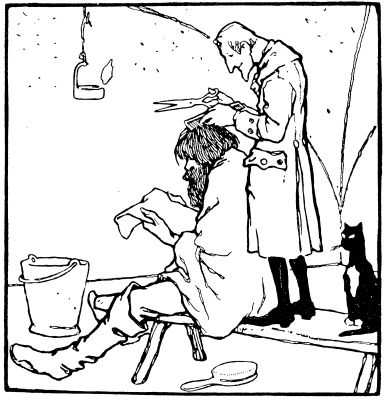
Illustration von Otto Ubbelohde, 1909

Grimms Anmerkung notiert zur Herkunft „Aus Zwehrn“ (von Dorothea Viehmann) und zum Vergleich Müllenhoff Nr. 592, Meier Nr. 74, Zingerle Nr. 18, Pröhle Nr. 71, Simplicissimus (3, 896), „J. F. hor. subseciv. 4, 355“, Happels „relat curios. 2, 712“, Arnims Tröst Einsamkeit und Isabelle von Ägypten. Tacitus schildert die Idee eines Bärenhäuters in Germania 31. Der Rächer Baldurs in Völuspá 33 wäscht und kämmt sich nicht, bis er seinen Feind verbrennt, Harald Haarsager frisiert sich nicht, bevor er Norwegen unterworfen hat. Briefe eines Verstorbenen „1, 139“ berichte von einer irischen Lokalsage um ein Haus, in dem wohnen darf, wer sich nicht wäscht, rasiert oder Nägel schneidet, um nach sieben Jahren an den Königshof zu kommen. In einer Sage in Harsdörfers Mordgeschichten „S. 672“ verführt der Teufel zwei Töchter mit Reichtum und fällt mit ihnen in die Hölle, als er die standhafte Jüngste und ihren Vater verklagen will. Die Brüder Grimm wundern sich, dass der Soldat in der Hölle Musik lernt, wie die in den Venusberg lockt. Sie verweisen noch auf das ähnliche KHM 101 Der Bärenhäuter.
Hans-Jörg Uther zufolge wurde der in über 180 Varianten in Europa belegte Erzähltyp anscheinend erst im 19. Jahrhundert, vermutlich durch Grimms Fassung bekannt. Gastwirte sind in Erzählungen seit alters geringgeschätzt (vgl. KHM 36, 64, 120). Zwar wird die Hölle hier christlichen Vorstellungen gemäß als Schreckensort geschildert, für den kleinen Mann aber ist sie letzte Station sozialer Gerechtigkeit, der Teufel längst entdämonisiert. Vergleiche v. a. KHM 101 Der Bärenhäuter, wo ein entlassener Soldat infolge eines Pakts mit dem Teufel sich ebenfalls sieben Jahre lang körperlich verwahrlosen lassen muss. Einzelne ähnliche Motive finden sich in KHM 29 Der Teufel mit den drei goldenen Haaren, KHM 31 Das Mädchen ohne Hände, KHM 81a Der Schmied und der Teufel, KHM 82 De Spielhansl, KHM 120 Die drei Handwerksburschen, KHM 125 Der Teufel und seine Großmutter, KHM 165 Der Vogel Greif, KHM 199 Der Stiefel von Büffelleder, und das Bruchstück Nr. 3 Der starke Hans in Grimms Anmerkungsband. Vgl. Vom Büblein, das sich nicht waschen wollte in Ludwig Bechsteins Neues deutsches Märchenbuch.
Laut Edzard Storck erzählt das Märchen von den Gefahren, die mit einer Verwahrlosung des physischen Leibes verbunden sind. Der Homöopath Martin Bomhardt vergleicht es mit dem Symptombild von Sulphur.